# П'ятничанське урочище
П'ятнича́нське — заповідне урочище в Україні. Об'єкт природно-заповідного фонду Вінницької області. 
Розташоване в межах Вінницького району Вінницька область, неподалік від колишнього села П'ятничани (тепер частина міста Вінниця). 
Площа 6,2 га. Статус надано згідно з рішенням облдержадміністрації від 18.08.1983 року № 384. Перебуває у віданні Вінницьке ДЛМГ (Якушинецьке л-во, кв. 30, діл. 1). 
Статус надано з метою збереження частини лісового масиву (у Вінницькому лісопарку) з насадженнями дуба, у домішку — бук західний. 
За фізико-географічним районуванням України ця територія належить до Хмільницького району області Подільського Побужжя Дністровсько- Дніпровської лісостепової провінції Лісостепової зони. За геоботанічним районуванням України ця територія належить до Європейської широколистяної області, Подільсько-Бесарабської провінції, Вінницького (Центральноподільського) округу. Ділянка займає плоскохвилястий плакор, неглибоко розчленований балками. Переважають сірі лісові ґрунти під дубово-грабовими лісами До складу деревостану штучно введений бук європейський, вік якого становить 50 років. Запас деревини — 150 м³/га. 
В травостані домінують види неморального комплексу: яглиця звичайна, копитняк європейський, зеленчук жовтий, глуха кропива плямиста, пролісник багаторічний, підлісник європейський, осока волосиста й осока пальчаста, просянка розлога, костриця велетенська, стоколос Бенекена, фіалка пахуча, фіалка собача і фіалка Райхенбаха та інші види. 
Є добре виражений комплекс синузій ранньовесняних ефемероїдів: підсніжник білосніжний, цибуля жовтіюча, ряст Галлера та ряст порожнистий, медунка темна, зубниця бульбиста, анемона жовтецева та інші. По краю ділянки виявлено орхідею зозулині сльози яйцеподібні.